# Jan Ozor z Boskovic
Jan Ozor z Boskovic byl moravský šlechtic pocházející z rodu pánů z Boskovic. 

## Život
Jeho otcem byl Oldřich z Boskovic, Janovými bratry byli Oldřich, Vaněk a  Vilém. 
Jan Ozor získal část rozlehlého majetku, kterým byly hrady Boskovice, Vraní Hora či Vícov spolu s rozlehlými panstvími. V moravských markraběcích válkách se Jan Ozor postavil na stranu mladšího markraběte Prokopa a přepadal a ničil majetky jeho staršího bratra Jošta. Roku 1389 podnikl markrabě Jošt proti Ozorovým hradům trestnou výpravu a dobyl je. V literatuře se píše, že Jan Ozor zahynul při obraně hradu Boskovice v roce 1389,[zdroj?] jiná literatura však uvádí, že zemřel až roku 1401.[zdroj?]

### Manželství a potomstvo
Jan Ozor měl za manželku Markétu z Lomnice a s ní měl syna Jana Ozora II. Ten koupil roku 1416 od Jana z Lomnice hrad Louku s panstvím. Jan Ozor mladší zemřel jako bezdětný roku 1446. 